# Japanische Meersau
Die Japanische Meersau (Oxynotus japonicus) ist eine Art der Schweinshaie  (Oxynotidae) innerhalb der Dornhaiartigen (Squaliformes).

## Merkmale
Die Japanische Meersau ist bislang nur von wenigen Exemplaren bekannt. Die Maximallänge der sieben beschriebenen Individuen betrug 64,5 Zentimeter. Sie hat wie alle Arten der Familie einen sehr hochrückigen Körper mit dreieckigem Querschnitt, so dass sich zwischen Brust- und Bauchflossen seitliche Kiele befinden. Die Färbung der Haie ist einheitlich dunkelbraun und ohne Musterung. Die Lippen, die Ränder der Nasenklappen, die Flossenansätze und die inneren Ränder der Klaspern sind weiß.
Die Schnauze ist kurz und abgestumpft. Die zwei Rückenflossen sind sehr hoch und segelartig mit dreieckiger Spitze und konkaver Rückseite; der Dorn vor der ersten Rückenflosse weist nach vorn. Eine Afterflosse fehlt. Vor den Kiemen befindet sich ein kleines und hochkant-ovales Spritzloch mit einer Länge von weniger als dem halben Augendurchmesser.

## Verbreitung und Lebensraum

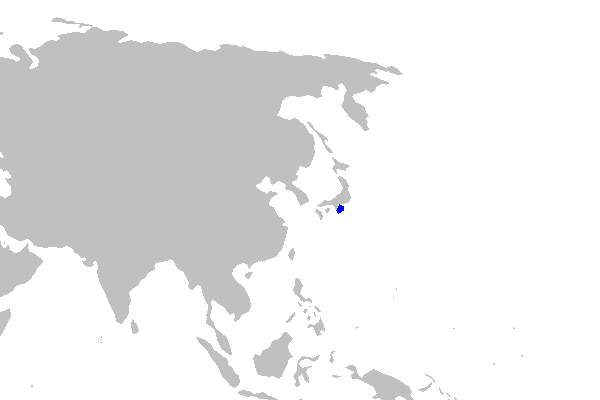
Verbreitungsgebiet der Japanischen Meersau.

Die Japanische Meersau ist nur in der Suruga-Bucht der japanischen Insel Honshū im westlichen Pazifik nachgewiesen.
Der Hai lebt über dem Bereich des Kontinentalsockels in einer Tiefe von etwa 150 bis 350 Metern.

## Lebensweise
Über die Lebensweise dieser Art liegen keine Informationen vor. Wahrscheinlich ernährt sich der Hai von bodenlebenden Wirbellosen und kleineren Fischen. Die hochrückige Form stellt dabei eine Anpassung an die bodennahe Lebensweise der Haie dar.
Er ist wahrscheinlich wie andere Arten der Gattung lebendgebärend (ovovivipar), bildet jedoch keine Dottersack-Plazenta aus.

## Gefährdung und Schutz
Die Japanische Meersau wird nicht gezielt kommerziell befischt, kann jedoch wie andere Haie als Beifang in der Schleppnetzfischerei gefangen werden. Konkrete Fangdaten liegen zu dieser Art nicht vor, insgesamt wurden bislang nur sieben Einzeltiere beschrieben. Aufgrund der nur wenigen vorliegenden Daten ist der Hai als „data deficient“ in der Roten Liste gefährdeter Arten der IUCN eingestuft, aufgrund des sehr begrenzten Verbreitungsgebietes und des vorhandenen Fischereidrucks wird jedoch eine Gefährdungseinstufung für die Zukunft angenommen.

## Belege
1. 1 2 3 4  Oxynotus caribbaeus in der Roten Liste gefährdeter Arten der IUCN 2011. Eingestellt von: K. Yano, 2004. Abgerufen am 30. Dezember 2011.
2. 1 2 3 4  Leonard Compagno, Marc Dando, Sarah Fowler: Sharks of the World. Princeton University Press, Princeton und Oxford 2005, ISBN 978-0-691-12072-0, S. 122–123.
3. ↑  Prickly Dogfish, Oxynotus bruniensis (Ogilby, 1893) Australien Museum, aufgerufen am 20. März 2011. Dort bezogen auf Oxynotus bruniensis, aber direkt auf weitere Arten übertragbar.